# Яблуко місяця
«Яблуко місяця» (робоча назва — «Райські яблука») — фільм 2009 року.

## Зміст
Фільм розповідає про сучасних сільських жителів, які живуть у гармонії і є добрими, чесними та відкритими людьми. Тут і дівчина Катя, яка залишилася з мамою, аби доглядати за нею, і місцевий талановитий футболіст Федя, і сільська вчителька, яка переживає через школу, яку хочуть закрити. Так само в цьому фільмі з неабиякою часткою сатири показані бандити, які хочуть відібрати сільські сади під забудову.

## Ролі
- Олександр Тиханович
- актори Національного академічного драматичного театру ім. Якуба Коласа (Вітебськ):
  - Федір Шмаков
  - Віталій Барковський
  - Геннадій Гарбук
  - Валентин Соловйов
  - Юрій Цвірка
  - Валентин Цвітков
  - Максим Каржицький
  - Олександр Базук
  - Віктор Дашкевич
  - Вадим Асветинський
  - Єгор Деюн
  - Галина Букатина
  - Ольга Кулішова
  - Анжеліка Барковська
  - інші
- учні Вітебської гімназії № 3:
  - Юлія Чурсіна
  - Арсеній Гаврилов
- актори масових сцен:
  - жителі села Островно
  - десантники 103-ї окремої мобільної бригади

## Зйомки
Зйомки проходили у жовтні 2008 року протягом двох тижнів на батьківщині канцлера Великого князівства Литовського, творця Статуту 1588 року Льва Сапіги — в селі Островно, що в 24 кілометрах від Вітебська.